# Údolí (Horní Krupá)
Údolí (dříve Pochvald německy Pochwald) je malá vesnice, část obce Horní Krupá v okrese Havlíčkův Brod. Nachází se asi 2 km na východ od Horní Krupé. V roce 2009 zde bylo evidováno 14 adres. V roce 2001 zde žilo 40 obyvatel.
Údolí leží v katastrálním území Horní Krupá u Havlíčkova Brodu o výměře 11,3 km2.

## Galerie

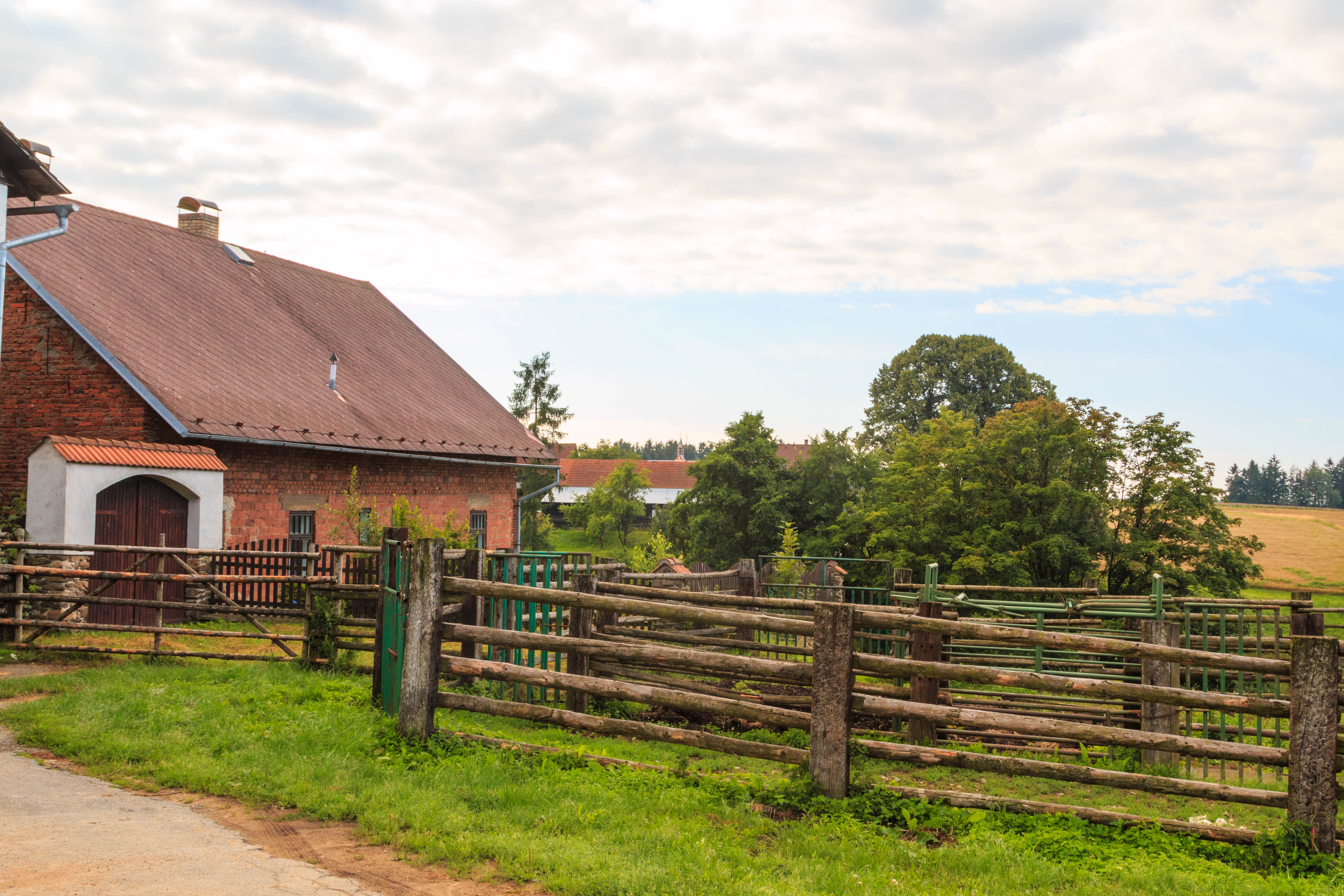
Údolí čp. 10
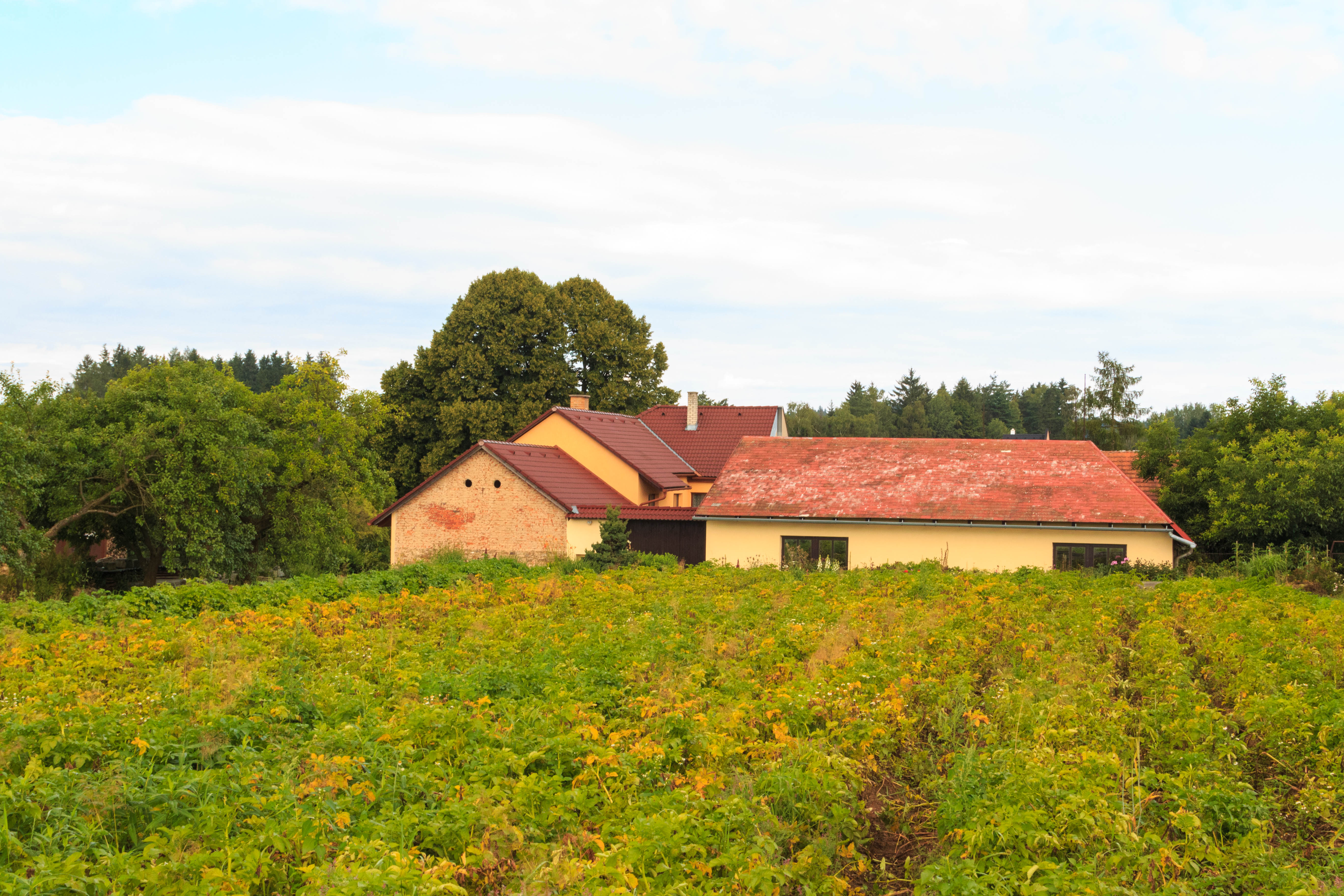
Údolí čp. 4
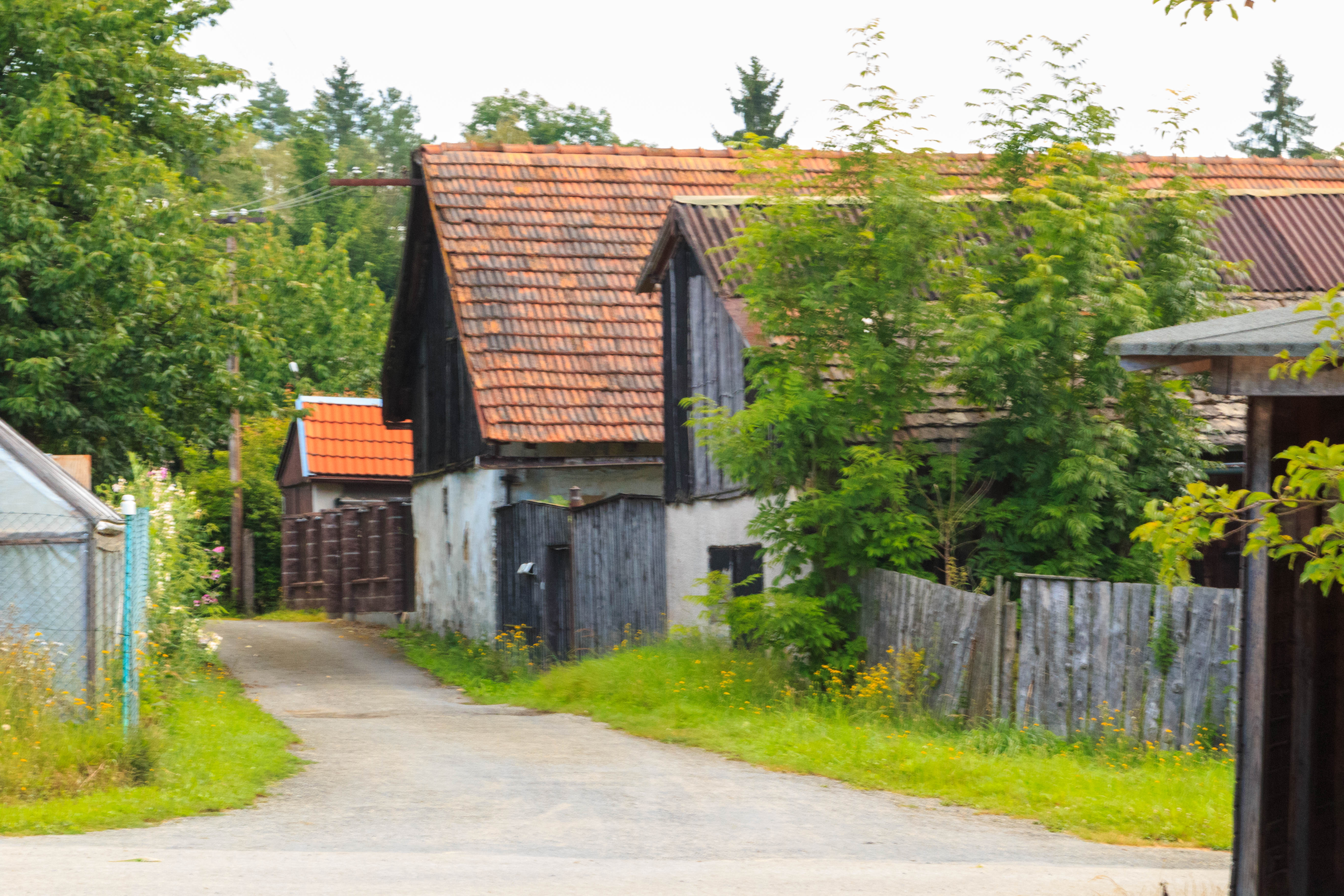
Údolí čp. 7
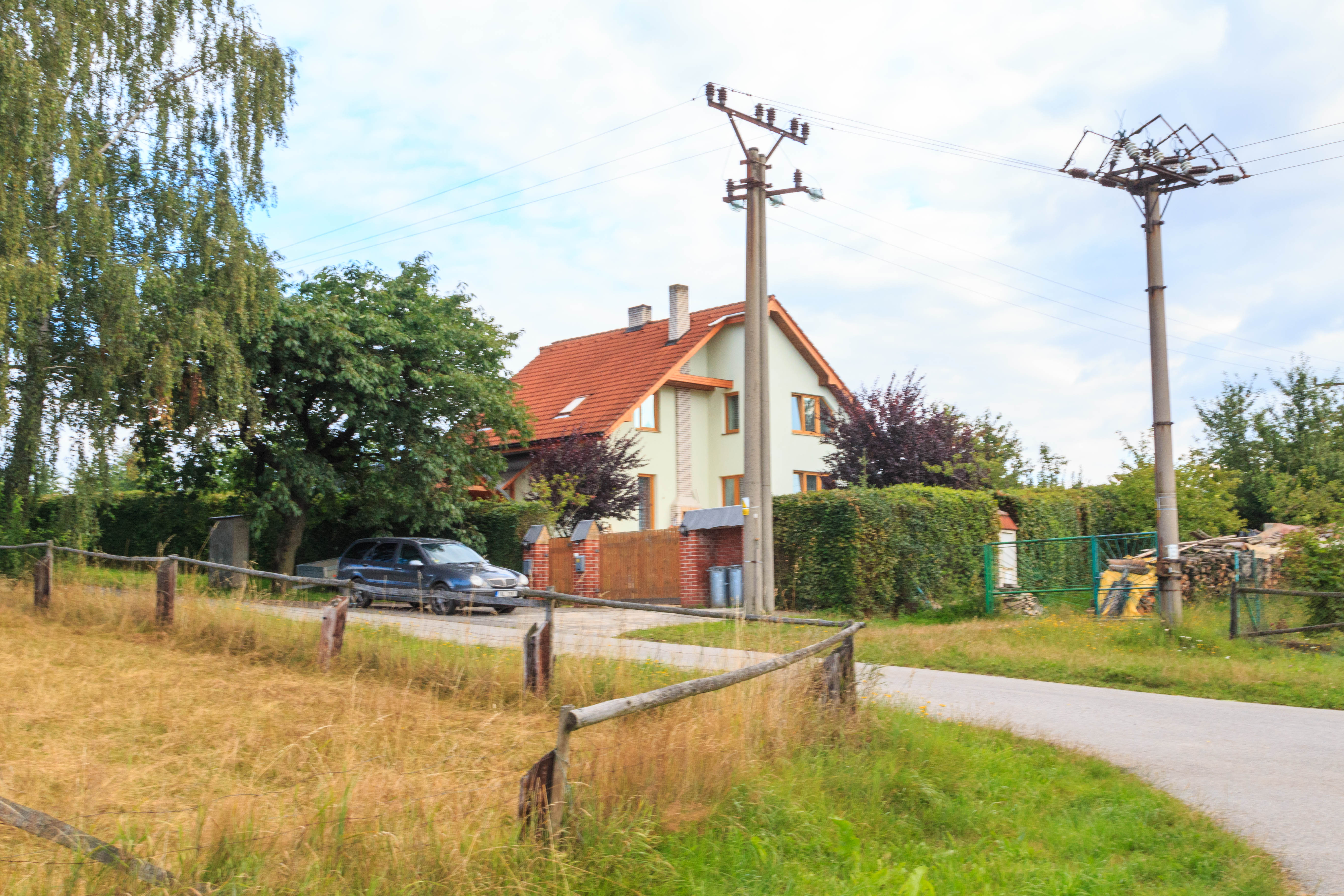
Údolí čp. 13